# L'Affaire Chelsea Deardon
Pour plus de détails, voir Fiche technique et Distribution.
L'Affaire Chelsea Deardon ou Les ailes de la justice au Québec (Legal Eagles) est un film américain réalisé par Ivan Reitman et sorti en 1986.

## Synopsis
Dans le cadre de la défense d'une femme accusée de vol de tableau, l'assistant du procureur de New York Tom Logan — accompagné d'une avocate — enquête dans le monde des galeries d'art new-yorkaises, sous la menace d'un tueur.

## Fiche technique
- Titre original : Legal Eagles
- Titre français : L'Affaire Chelsea Deardon
- Titre québécois : Les ailes de la justice
- Réalisation : Ivan Reitman
- Scénario : Jack Epps, Jr. (en) et Jim Cash, d'après une histoire de Jack Epps, Jr., Jim Cash et Ivan Reitman
- Musique : Elmer Bernstein
- Photographie : László Kovács
- Décors : John DeCuir, Jr. (de), George Trimmer
- Production : Ivan Reitman
- Production associée : Sheldon Khan (en), Arne Glimcher
- Production déléguée : Joe Medjuck (en), Michael D. Gross
- Sociétés de production : Universal Pictures, Northern Lights Entertainment et Mirage Enterprises (en)
- Sociétés de distribution : Universal Pictures, United International Pictures
- Budget : 40 000 000 $ (estimé)
- Pays de production :  États-Unis
- Format : couleur (Technicolor) — 35 mm — 2,35:1 — son : Dolby Stereo
- Genre : comédie policière, film de procès
- Durée : 116 minutes
- Dates de sortie[1] : 
  - États-Unis : 18 juin 1986 (sortie limitée) ; 20 juin 1986
  - France : 1er octobre 1986

## Distribution
- Robert Redford (VF : Claude Giraud) : Tom Logan
- Debra Winger (VF : Sylvie Moreau) : Laura Kelly
- Daryl Hannah (VF : Annie Balestra) : Chelsea Deardon
- Brian Dennehy (VF : Jacques Richard) : Cavanaugh
- Terence Stamp (VF : Bernard Woringer) : Victor Taft
- Steven Hill (VF : Edmond Bernard) : Bower
- David Clennon (VF : Jean-Pierre Moulin) : Blanchard
- John McMartin (VF : Philippe Mareuil) : Forrester
- Roscoe Lee Browne (VF : Roger Lumont) : le juge Dawkins
- Christine Baranski (VF : Jacqueline Cohen) : Carol Freeman
- Sara Botsford : Barbara
- David Hart (en) : Marchek
- Peter Boyden : McHugh
- Lynn Hamilton : Doreen

## Production
Le tournage a lieu à New York et en Californie (Universal Studios, Columbia/Warner Bros. Ranch).

## Mentions
Le film est visionné par des personnages du film The Meyerowitz Stories[réf. souhaitée].